# Léon Mart
Léon Mart (Esch-sur-Alzette, 18 settembre 1914 – Esch-sur-Alzette, 14 luglio 1984) è stato un calciatore lussemburghese, di ruolo attaccante.

## Carriera
Con le sue 16 marcature rimaste ineguagliate, è il secondo record-man di reti segnate con la maglia del Lussemburgo alle spalle di Gerson Rodrigues.
È morto nell'estate del 1984 all'età di 69 anni a causa di un infarto miocardico.